# Jim Latrache-Qvortrup
Jim Latrache-Qvortrup (født 1972 i Holbæk) er en dansk iværksætter og skuespiller. Latrache-Qvortrup har tidligere været faldskærmssoldat i Fremmedlegionen, og bl.a. været udstationeret i afrikanske Djibouti. I dag ejer han en kæde af massage- og fysioterapi-klinikker. I 1990'erne og 2000'erne var han leverandør af kokain til det københavnske jetset, indtil han i 2007 blev dømt. Dengang havde han været i besiddelse af 1,6 kilo kokain og modtog en dom på fem års fængsel. I 2010 modtog han en dom på otte års fængsel for besiddelse af næsten et kilo kokain.
I 2020 medvirkede han i DR's prisvindende dokumentar Muldvarpen - Undercover i Nordkorea, hvor han spillede rollen som den falske forretningsmand "Mr. James", som infiltrerer det lukkede regime. Han medvirkede i TV 2's dramaserie DNA sæson 2 i 2023.

## Eksterne kilder
- Latrache-Qvortrup, J., Elmelund, R. (2021) Jim. Gyldendal, København. ISBN 9788702327007.
- Jim Mehdi Latrache på Internet Movie Database (engelsk)